# Petra Edelmannová
Petra Edelmannová (* 1975 in Františkovy Lázně, Tschechoslowakei) ist eine ehemalige tschechische Politikerin. Sie war von 2004 bis 2009 Vorsitzende der nationalistischen Partei Národní strana (Nationalpartei).

## Leben
Edelmannová absolvierte von 1989 bis 1993 die Wirtschaftsfachschule in Mariánské Lázně und studierte anschließend Wirtschaftswissenschaften an der ökonomischen Fakultät der Westböhmischen Universität in Cheb. Das Studium schloss sie 1996 mit dem Diplom ab. Es folgte 1996 bis 1999 ein Aufbaustudium in Politikwissenschaften an der Karls-Universität Prag, das Edelmannová mit dem Magistertitel abschloss.
Edelmannová arbeitete während ihres Studiums in der Tschechischen Nationalbank und ist seit 2001 bei der HVB Bank als Controllerin tätig. 2008 promovierte sie an der Wirtschaftsuniversität Prag im Fach Politologie; der Titel ihrer Dissertation lautete Česká identita, národní zájmy a pravicové politické strany 2002–2006 (dt.: „Tschechische Identität, nationale Interessen und rechte politische Parteien 2002–2006“).
Bei den tschechischen Parlamentswahlen 2006, bei denen ihre Partei 0,17 % der Stimmen erzielte, hatte Edelmannová den ersten Listenplatz ihrer Partei für den Wahlkreis Karlovarský kraj. Neben Teilnahme an rechtsextremistischen Demonstrationen und abfälligen Äußerungen über die Sinti- und Roma-Opfer des KZ Lety erregte sie 2008 vor allem Aufsehen durch ihre Forderung nach einer „Endlösung der Zigeunerfrage“ und den dahintersteckenden Plan, die in Tschechien lebenden Roma nach Indien umzusiedeln.
Sie ist verheiratet und hat zwei Kinder, eine Tochter und einen Sohn.